# Salome (żona Zebedeusza)
Salome, Maria Salome, Shelomit, שלומית (ur. I wiek p.n.e., zm. I wiek n.e.) – żona Zebedeusza i matka dwóch apostołów: Jakuba Większego i Jana Ewangelisty, święta Kościoła katolickiego, prawosławnego i satarokatolickiego. 
Opiekowała się Jezusem podczas jego pobytu w Galilei. Gdy Jezus po raz ostatni wyjechał do Jerozolimy, Salome poprosiła go, aby dał jej synom miejsce obok niego w Królestwie Niebieskim. Jezus powiedział jej wówczas, że miejsce obok niego zajmie osoba, dla której Bóg je przygotował. Znajdowała się w grupie kobiet także towarzyszących Jezusowi podczas ukrzyżowania. Wraz z Marią Magdaleną i Marią Kleofasową zaniosła wonności do grobu Jezusa, gdzie anioł ogłosił im, że Chrystus zmartwychwstał.
Wspomnienie liturgiczne św. Salome obchodzone jest 24 kwietnia i 22 października. Jest patronką Veroli, którą według tradycji  schrystianizowała oraz diecezji Frosinone-Veroli-Ferentino.